# Шмиттен
Шмиттен (нем. Schmitten GR) — коммуна в Швейцарии, в кантоне Граубюнден. 
Входит в состав округа Альбула. Население коммуны составляет 252 человека (на 31 декабря 2013 года). Официальный код  —  3514.

## Достопримечательности
- Церковь Всех Святых, построенная в стиле барокко[2].
- Часовня святого Люциуса, построенная в романском стиле[3].